# Ommata anoguttata
Ommata anoguttata là một loài bọ cánh cứng trong họ Cerambycidae.